# Centro médico federal
El Centro médico federal (en inglés: Federal Medical Center) es un centro de salud que comenzó a existir el 21 de abril de 1983, cuando el hospital estadal, Idi-Aba, fue entregado al gobierno federal por el entonces Gobernador del Estado, Olusegun Osoba para el desarrollo en una institución federal de salud terciaria para la gente del estado de Ogun y los nigerianos en general.
El primer director médico, el profesor EO Otolorin dirigió meticulosamente el destino del hospital entre 1993 y 1999. Fue sucedido por el Dr. A Motayo que administró el hospital entre 2000 y 2008. El actual Director Médico, Dr. OS Sotiloye ha estado dirigiendo los asuntos del hospital desde 2008.